# Ford Telstar
O Ford Telstar foi um automóvel vendido pela Ford na Ásia, Australásia e Africa, comparável ao europeu Ford Sierra e ao americano Ford Tempo. Foi progressivamente substituído pelo Ford Mondeo.